# 薛涛
薛涛（768年—831年），字洪度，一作宏度。长安（今陕西西安）人，唐代诗人、歌妓、清客。因父亲薛郧做官而来到蜀地，父亲死后薛涛居于成都，與當時名士元稹、牛僧孺、张籍、白居易、令狐楚、刘禹锡、张祜、段文昌有往來，與元稹交情最篤，死後段文昌為其撰寫墓誌銘。在其住处，成都现存有望江楼公园，内有薛濤纪念馆、薛涛井。

## 生平
生年不詳。薛涛自幼聪慧，八九时就能作诗，父亲死后，薛涛与母亲居于成都，二人相依为命，生活窘困，十六时颇有姿色，通音律，善诗文，迫于生计而沦为乐妓。
唐德宗贞元年间，当时的剑南西川节度使韦皋十分喜爱薛涛，多次将其召到帅府侍宴赋诗，还突发奇想授予薛涛“校书”一职，虽然上表朝廷未被准奏，但“薛校书”之名不胫而走，广为流传。王建有《寄蜀中薛濤校書》詩云“萬里橋邊女校書，枇杷花裡閉門居；掃眉才子知多少，管領春風總不知。”韦皋死后，武元衡来到成都任职，他听闻薛校书的名声，便准许薛涛脱离乐籍。薛涛虽然离籍，但早已艳名远播，在她的交际圈中有权倾一方的节度使、著名文人、幕府佐僚、贵胄公子和禅师道流，可谓名动一方。此后薛涛和著名诗人元稹还有一段情，但最终无果而终。晚年的薛涛，身着女冠服，深居简出，以制笺为生，孤独终老。
薛涛的诗以清丽见长，如《送友人》、《题竹郎庙》等篇，有《锦江集》5卷，今佚。《全唐诗》录存其诗1卷。

## 相关
相传薛涛容貌美丽，天资聪颖，并且精通音乐。其著有《锦江集》5卷，但已散佚。《全唐诗》中有其诗1卷。后人张蓬舟编有《薛涛诗笺》。有薛涛笺（“十色小笺”）傳世，所謂的薛涛笺以胭脂木浸泡捣拌成浆，加上云母粉，渗入井水，制成粉红色的纸张，紙張風乾後有松花纹路，世謂“南华经、相如赋、班固文、马迁史、薛涛笺、右军帖、少陵诗、摩诘画、屈子离骚”，乃古今绝艺。

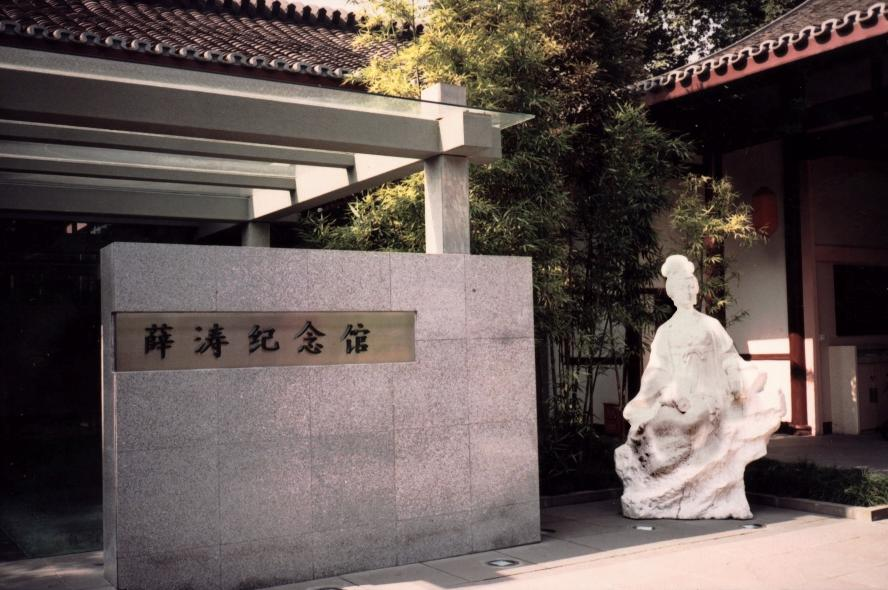
成都望江楼公园薛涛纪念馆
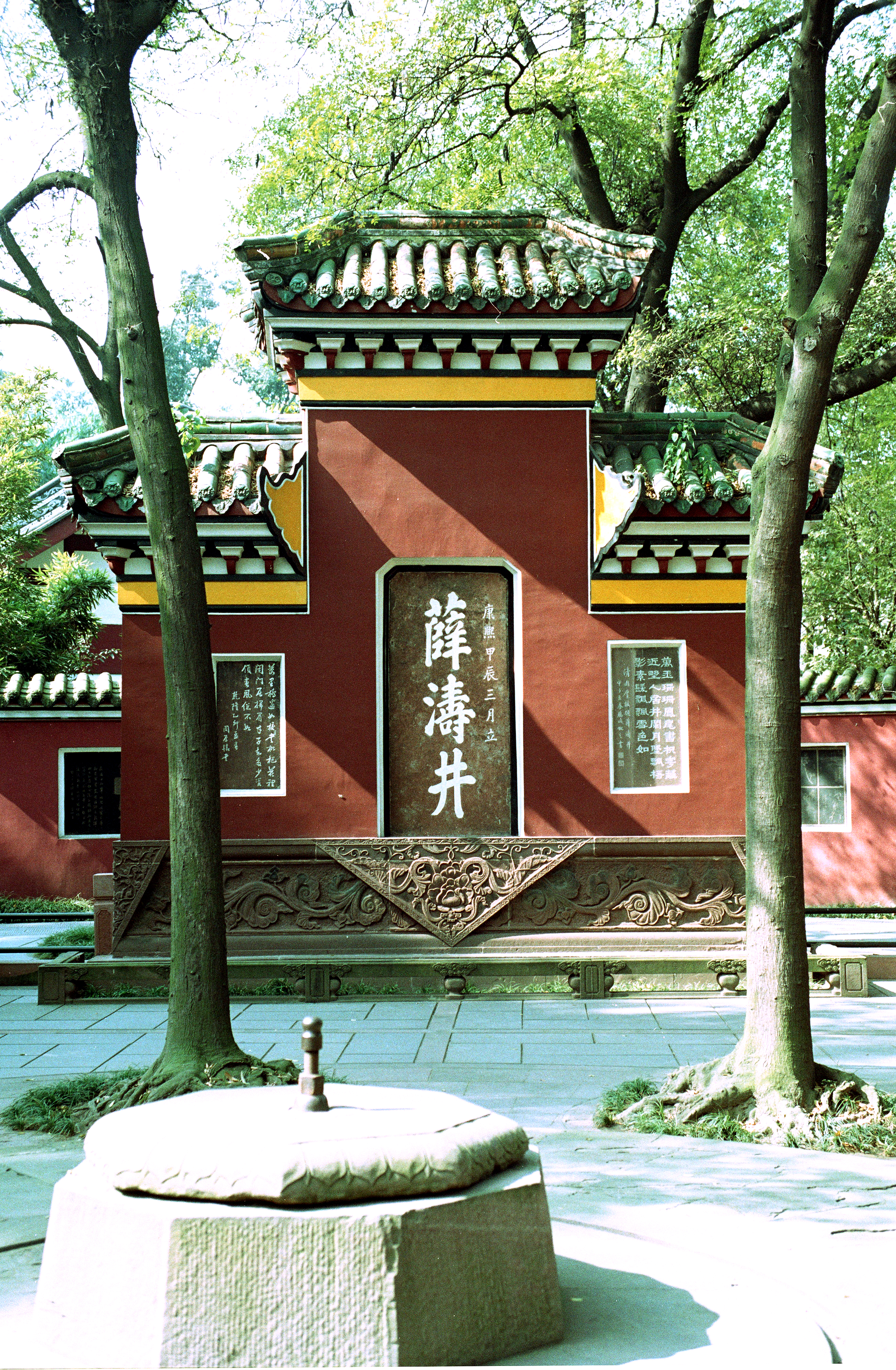
成都望江楼公园薛涛井
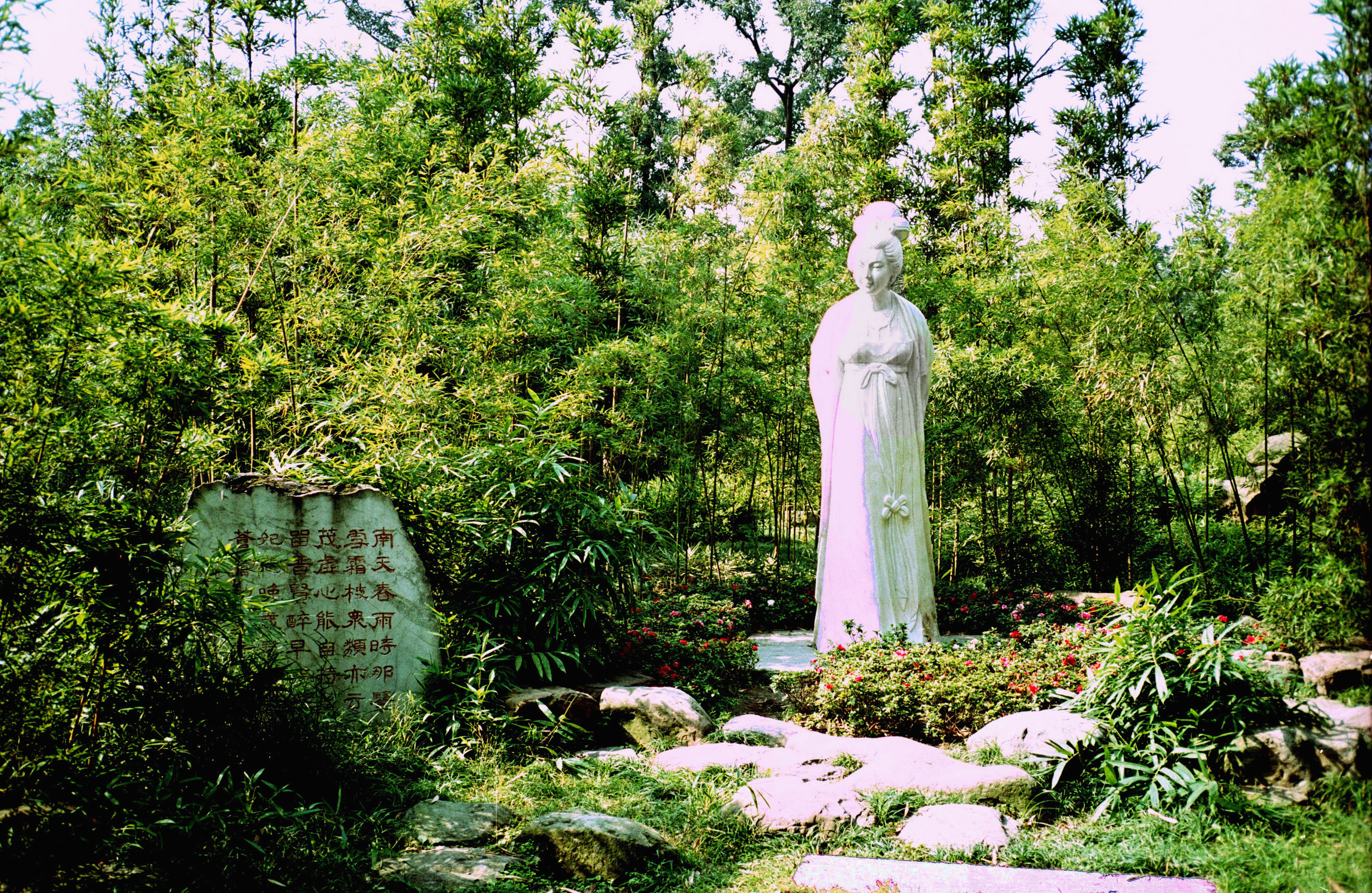
成都望江楼公园薛涛像
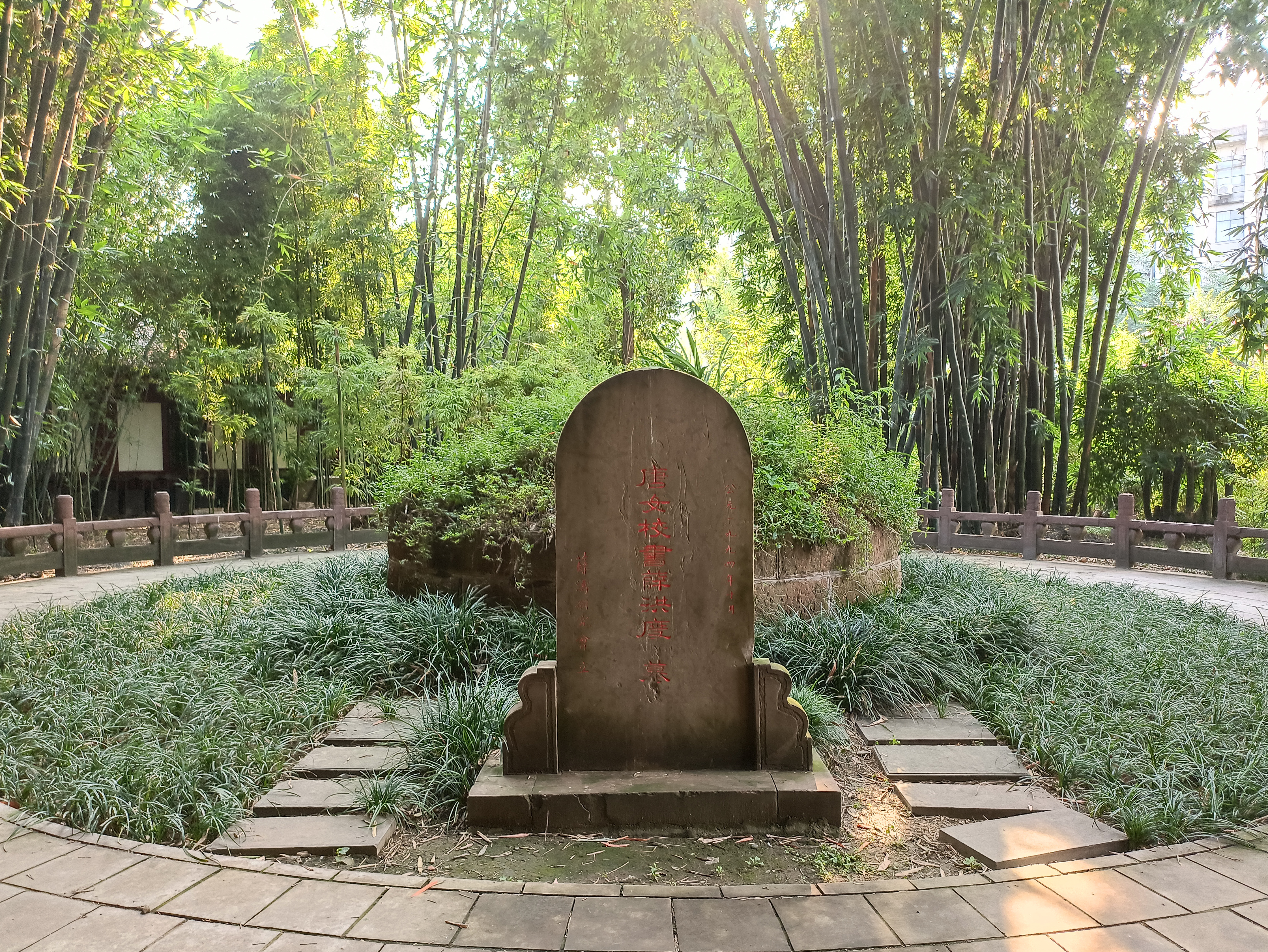
成都望江楼公园薛涛墓